# Kavitāl
Kavitāl är en ort i Indien.   Den ligger i distriktet Raichur och delstaten Karnataka, i den södra delen av landet, 1 400 km söder om huvudstaden New Delhi. Kavitāl ligger 463 meter över havet och antalet invånare är 13 097.
Terrängen runt Kavitāl är platt, och sluttar söderut. Runt Kavitāl är det ganska tätbefolkat, med 199 invånare per kvadratkilometer. Kavitāl är det största samhället i trakten. Trakten runt Kavitāl består till största delen av jordbruksmark.